# 闪点行动：龙之崛起
《闪点行动：龙之崛起》是一款第一人称军事模拟游戏，是著名的电脑游戏《閃擊點行動：冷戰危機》的续作。此游戏由EGO Engine引擎開發，是由本身用來製作赛车游戏的封閉式引擎（使用EGO Engine引擎開發的赛车游戏，也就是玩家們熟悉的、以《科林麥克雷拉力賽：塵埃》、《超级房车赛：起点》等系列游戏），來打造可以在虛擬世界中能現實所有環境大自然上支持的游戏。开发及出版的工作全部由Codemaster公司推行，续作确定日期将于2009年10月发售于PC、PlayStation 3和Xbox 360三個平台。

## 玩法

### 多人遊戲
今作閃點行動續作中，首次加入多人合作模式，允许四名玩名在游戏任務中合作進行，支持局域連线模式，能进行局域連线的合作模式，也支持互聯網連线模式以及互聯網連线的合作模式。

### 任务编辑器
闪点行动：龙之崛起是自帶任务编辑器，创建、编辑、保存以及修改战斗不同任务，编辑不同武器、載具、单位类型、战术、活跃程度以及也可以配置电脑AI。Xbox 360版以及PS3版版本遊戲不會自帶任务编辑器。

## 游戏故事
今作故事将是位於在库页岛的海域，日本北边的一座游戏虚拟岛屿Skira，描述俄罗斯与中国处于一触即发的紧张局势。主张在天然资源所有权的中国，在某一天中国突然派出人民解放军登上了岛屿，並开始了登陆占领。得知此事之后俄罗斯要求中方撤出Skira岛屿，而中方则重申应岛屿原为其领土。最后两方谈判破裂，俄羅斯便向美國請求援助，美国派出驻扎在硫磺岛的两栖攻击舰前往冲突地区，战争開始爆发，並在這裏爆发一連串的激烈战争。
從這時起，玩家将扮演美国特种部队领导人，並阻止企图在天然資源上争夺问题而演变成国际战争。
《閃擊點行動：龍之崛起》中包含美國海軍陸戰隊和中国人民解放軍2支迥異的武裝力量，他們有各自的車輛和武器。

## 开发
閃擊點行動：冷戰危機(Operation Flashpoint: Cold War Crisis)由波希米亚互动工作室开发(Real Virtuality引擎所有者)，并由Codemasters(閃擊點行動：冷戰危機品牌所有人)发行。闪点行动：龙之崛起不是閃擊點行動：冷戰危機真正意义上的续作。
由于与原作《閃擊點行動：冷戰危機》開發的波希米亚互动工作室，因上次的法律纠纷，今次续作《闪点行动：龙之崛起》是由出版商Codemaster負責開發游戏，而波希米亚互动工作室将不会参与续作任何开发行列或相關工作。
闪点行动正统续作为武装突袭系列。